# Andrzej Rej (zm. 1641)
Andrzej Rej herbu Oksza (ur. ok. 1584, zm. 13 lutego 1641 w Skokach) – starosta niegrodowy libuski od 1631, sekretarz i pokojowiec Władysława IV Wazy, dyplomata, ambasador nadzwyczajny Rzeczypospolitej w Republice Zjednoczonych Prowincji w 1637 roku, przedstawiciel dyplomatyczny Rzeczypospolitej w Królestwie Anglii w 1637 roku.
Wnuk Mikołaja Reja.
Studiował w głównych ośrodkach kalwińskich i protestanckich w Europie m.in. Altdorf bei Nürnberg, Lejdzie, u profesora Keckermanna w Gdańskim Gimnazjum Akademickim i Saumur.
Był członkiem konfederacji generalnej zawiązanej 16 lipca 1632 roku. Poseł na sejm konwokacyjny 1632 roku z województwa poznańskiego i kaliskiego. 
16 lipca 1636 roku w Toruniu Andrzej Rej reprezentował króla w czasie protestanckiego pogrzebu Anny Wazówny.
W 1637 roku wyruszył z misją dyplomatyczną (z zaproszeniem na ślub królewski oraz przeprosinami za odrzucenie protestanckiej narzeczonej króla) na dwory duński, angielski i niderlandzki. Będąc w Holandii mógł zamówić obraz u Rembrandta (portret Szlachcica polskiego), jednak nie jest to do końca udokumentowane. Obraz ten znajdował się w kolekcji Rejów do I wojny światowej.
W 1620 roku ożenił się z Zofią Latalską, dziedziczką Skoków. Sprowadzili tutaj kalwińskich osadników ze Śląska, Czech i Niemiec, nadając im korzystne przywileje. Po śmierci zostali pochowani w skockim kościele pw. św. Mikołaja Biskupa.